# Laci J. Mailey
Pour les articles homonymes, voir Mailey.
Laci J. Mailey, née le 15 novembre 1990 à Fruitvale en Colombie-Britannique, est une actrice canadienne.
Elle est principalement connue pour son interprétation du rôle de Jess O'Brien dans la série Chesapeake Shores.

## Biographie
Laci Mailey grandit en Colombie-Britannique, elle est la dernière de sa famille. Dès sa sortie du lycée, elle fréquente la Vancouver Film School, puis étudie à New York et Los Angeles. Elle continue de perfectionner son art à la Railtown Acteurs Studio à Vancouver.

### Vie privée
Depuis 2009, elle est en couple avec Steve Bradley. Ils se marient le 29 juillet 2016 à Las Vegas. Le 28 juin 2019, elle annonce sur Instagram, être enceinte de 5 mois. Le 22 octobre 2019, elle annonce sur Instagram, la naissance de son fils prénommé Cassius.

## Carrière
Elle est principalement connue pour ses rôles à la télévision. Elle est connue pour son rôle récurrent dans Falling Skies. De 2016 à 2022, elle apparaît dans le casting principal de la série Chesapeake Shores diffusée sur la chaîne Hallmark Channel, dans le rôle de Jess O'Brien et en tant que personnage récurrent dans la saison deux de la série The Romeo Section diffusée sur la chaîne CBC Television.

## Filmographie

### Télévision

#### Téléfilms
- 2012 : Enceinte avant la fac : Tyra
- 2013 : Signed, Sealed, Delivered : La lettre de Kelly : Kelly
- 2016 : Le secret de mon mari (Newlywed and Dead) : Ashley Brown
- 2024 : Betty, la chance de sa vie (Betty's Bad Luck in Love) : Betty

#### Séries télévisées
- 2012 - 2013 : Dr Emily Owens : Kylie
- 2012- 2017 : Supernatural : Emilie (enlevée à 8 ans par le vampire ALPHA) saison 7 épisode 22, et Jenna Nickerson saison 11, épisodes 1 et 2)
- 2014 : Continuum: Christine Dillon (épisode 5 saison 3)
- 2016 : The Romeo Section : Sonya (saison 2, 7 épisodes)
- 2016 - 2022 : Chesapeake Shores : Jess O'Brien